# حمید کهرام
حمید کهرام (زادهٔ ۱۳۳۷ – درگذشتهٔ ۲۹ اسفند ۱۳۹۸) سیاست‌مدار، دامپزشک ایرانی و استادیار پردیس کشاورزی و منابع طبیعی دانشگاه تهران بود.

## زندگی
کهرام در دوره ششم مجلس شورای اسلامی به‌عنوان نماینده حوزهٔ انتخابیهٔ اهواز، از استان خوزستان در مجلس شورای اسلامی حضور داشت. وی در انتخابات ریاست جمهوری سال ۹۶ رئیس ستاد حسن روحانی در استان خوزستان بود. کهرام همچنین طی سال‌های ۱۳۸۳ تا ۱۳۸۴ و نیز ۱۳۹۲ تا ۱۳۹۶ رئیس مؤسسه تحقیقات واکسن و سرم‌سازی رازی بوده‌است. او در ۲۹ اسفند ۱۳۹۸ به علت ابتلا به کروناویروس درگذشت.
1. ↑  «حمید کهرام». دانشگاه تهران. بایگانی‌شده از اصلی در ۲۰ مارس ۲۰۲۰. دریافت‌شده در ۲۰ مارس ۲۰۲۰.
2. ↑  «نماینده سابق‌مجلس بر اثر ابتلا به کرونا درگذشت».